# قلتة السطل
هي منطقة تقع في الطريق الوطني رقم 1 غرب بلدية بويرة الأحداب وهي تابعة لها جغرافيا، وتقع شمال مدينة حاسي بحبح حيث تبعد عنها حوالي 8 كلم ويبلغ إجمالي مساحتها 1.02 كلم² تقريبا. تمتاز هذه المنطقة بجبالها الساحرة ومناظرها الخلابة وتحتوي على سدين ومحطة قطار قديمة وقبة ومجمع سكني ومركز لتعذيب المجاهيدين إبان الاستعمار (معتقل راندو 1953). من أهم ما يميزها نفقها الطويل والذي صنعته الطبيعة وكان مأوى للمجاهيدن أثناء الثورة التحريرية

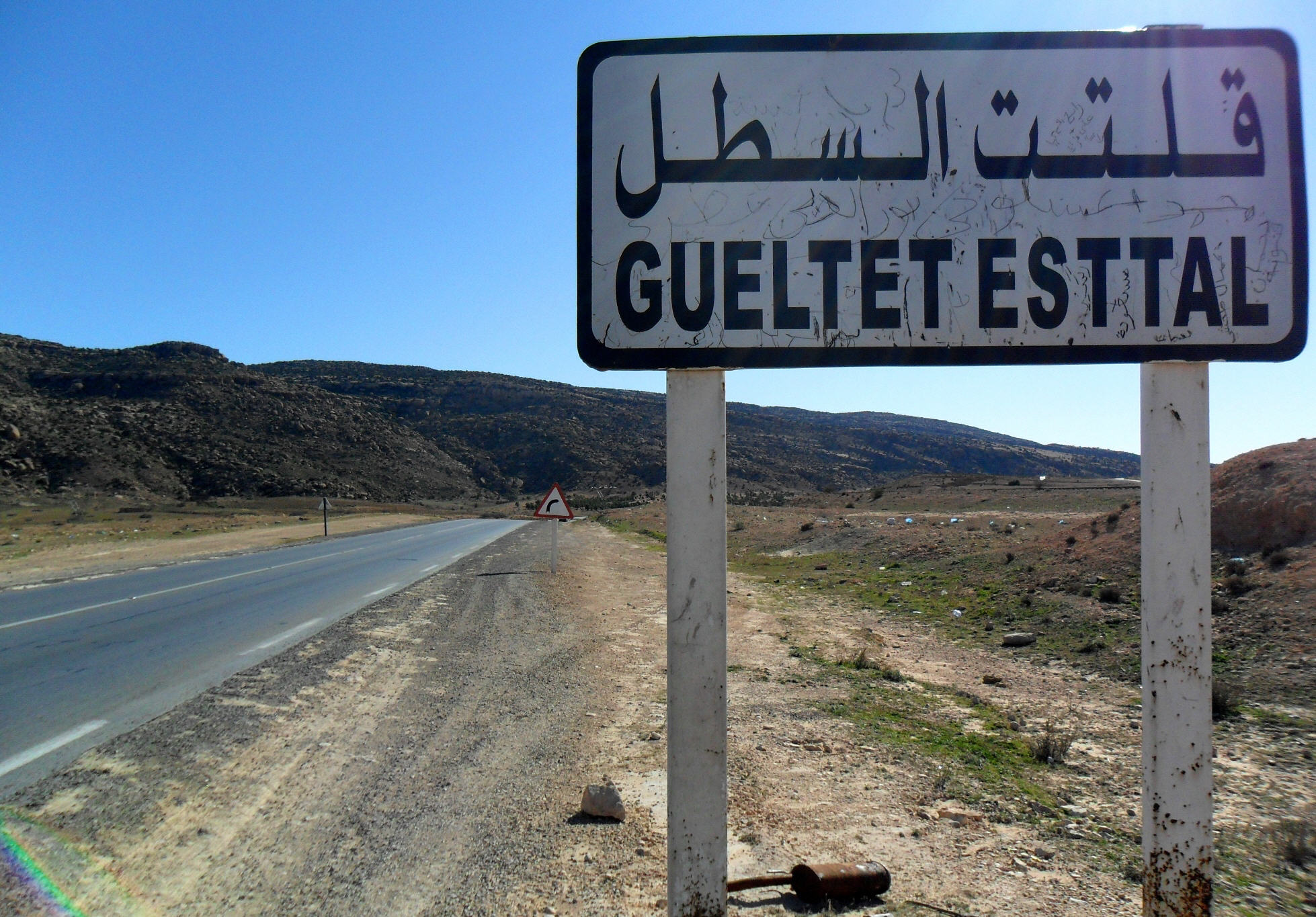
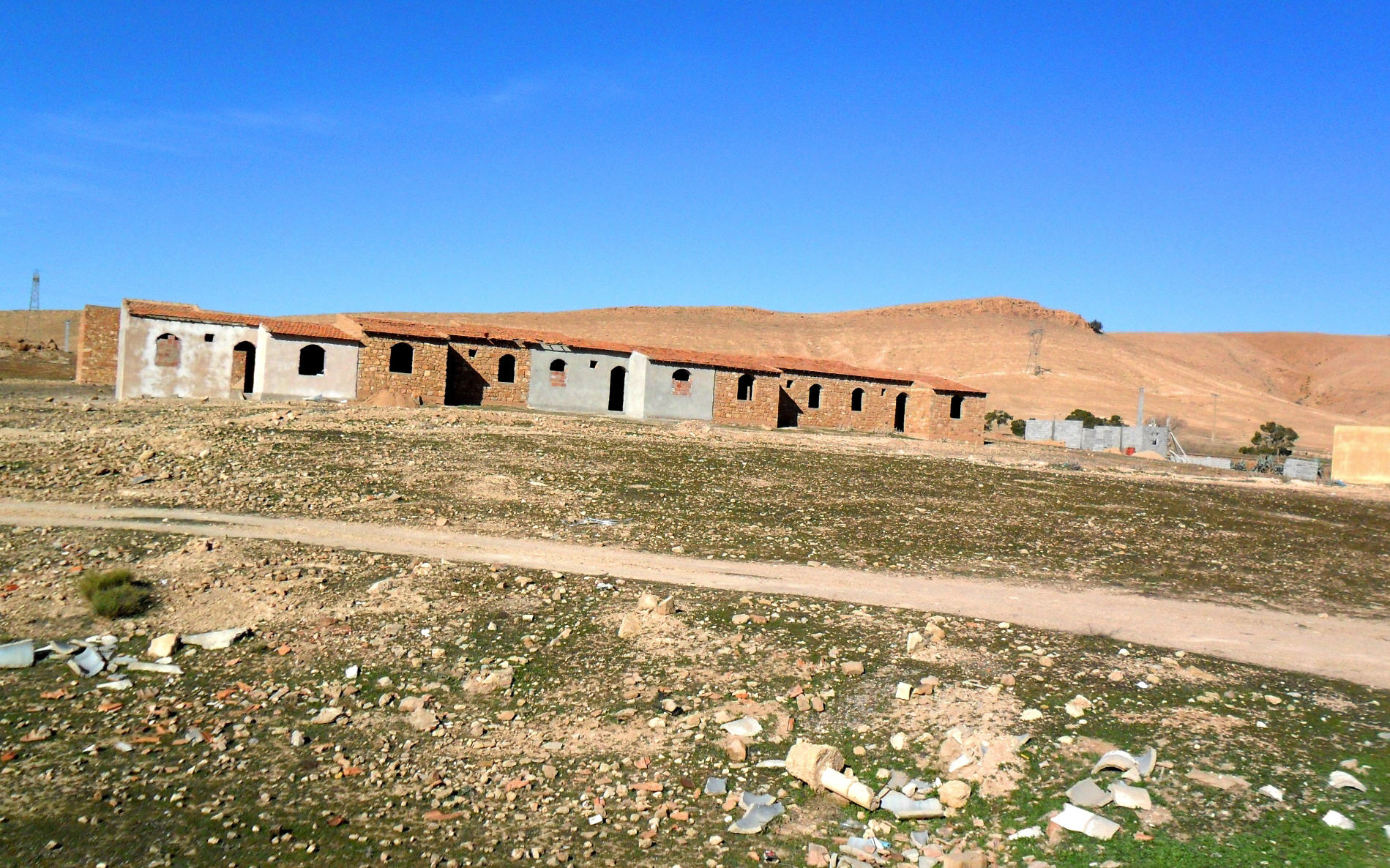
منظر خارجي لمركز التعذيب
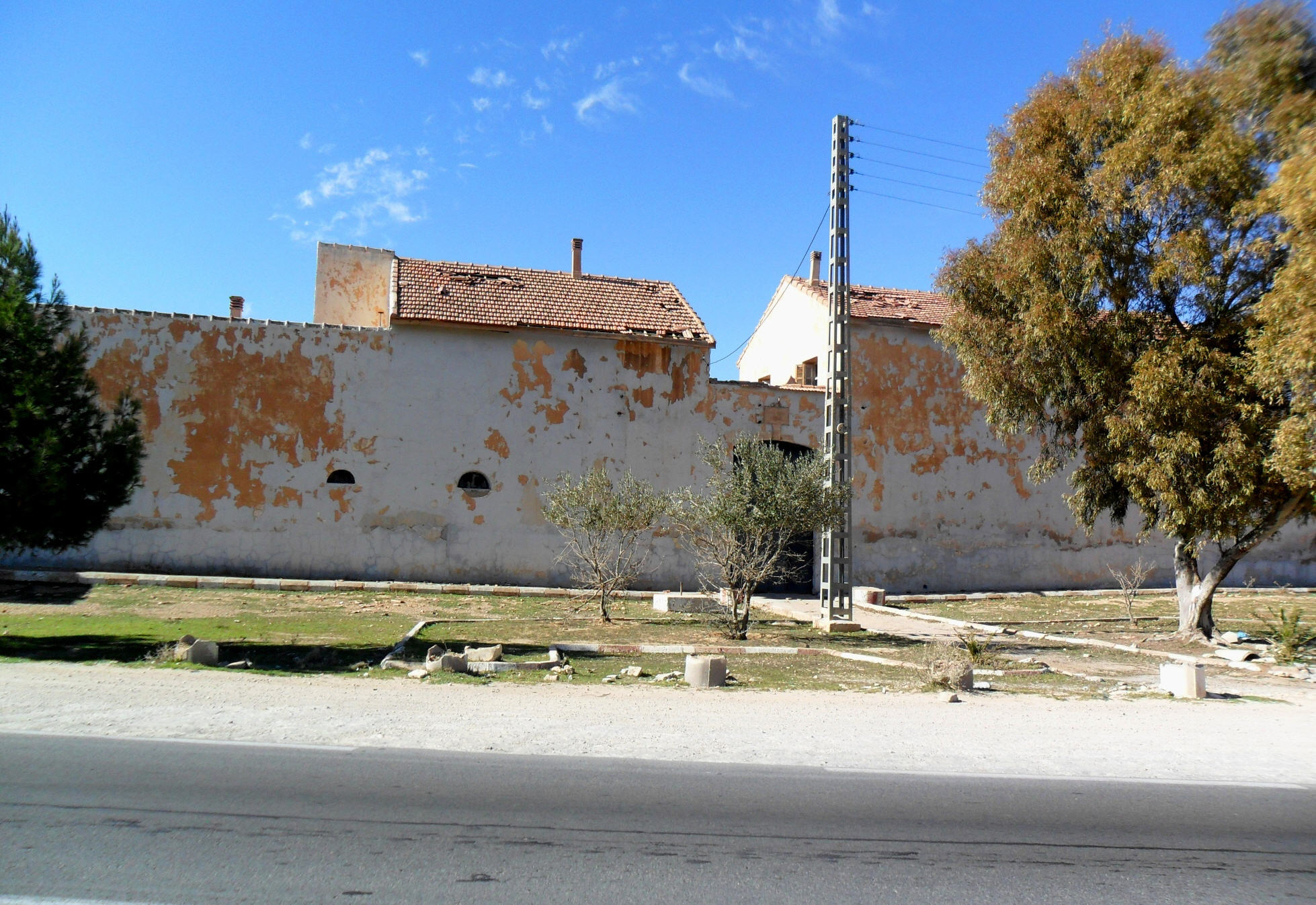
عن قبمن مركز التعذيب
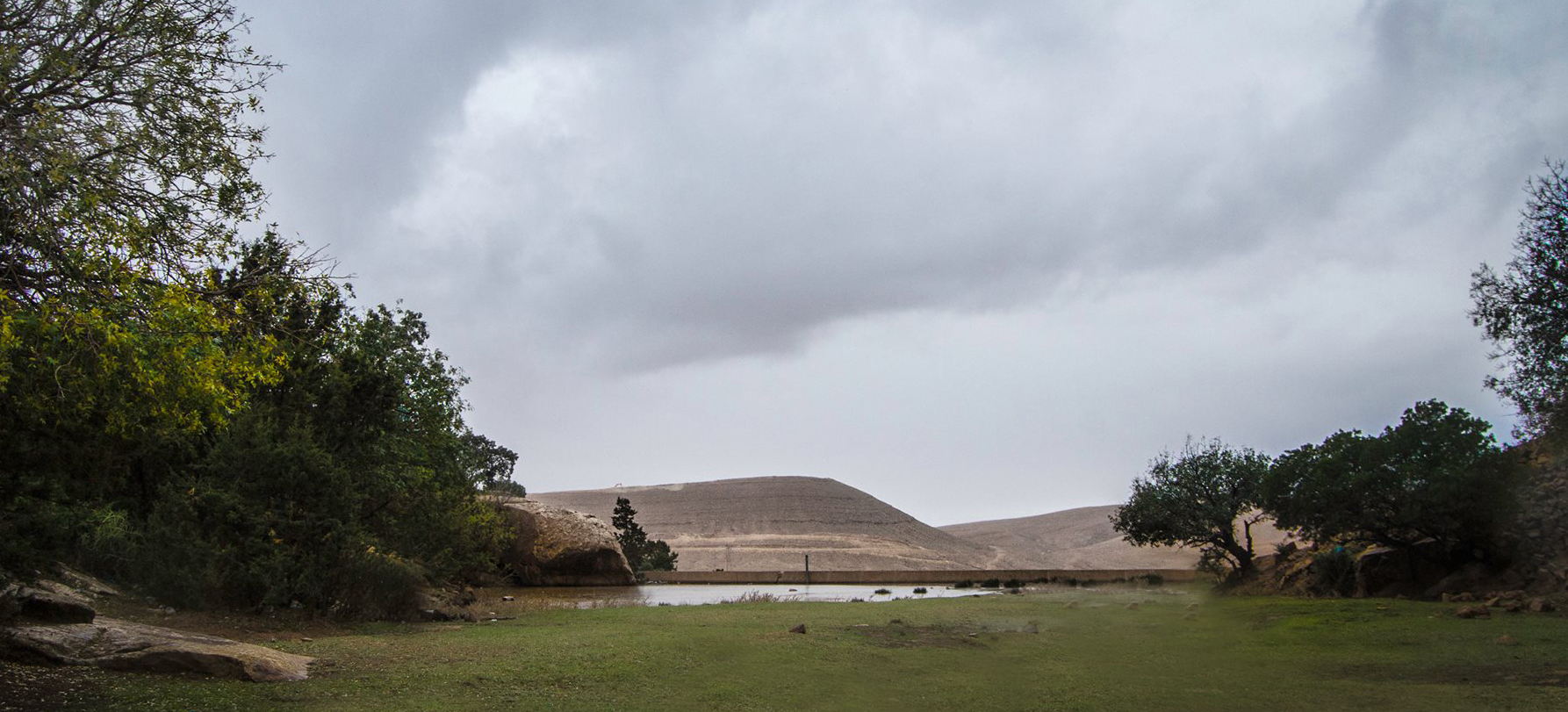
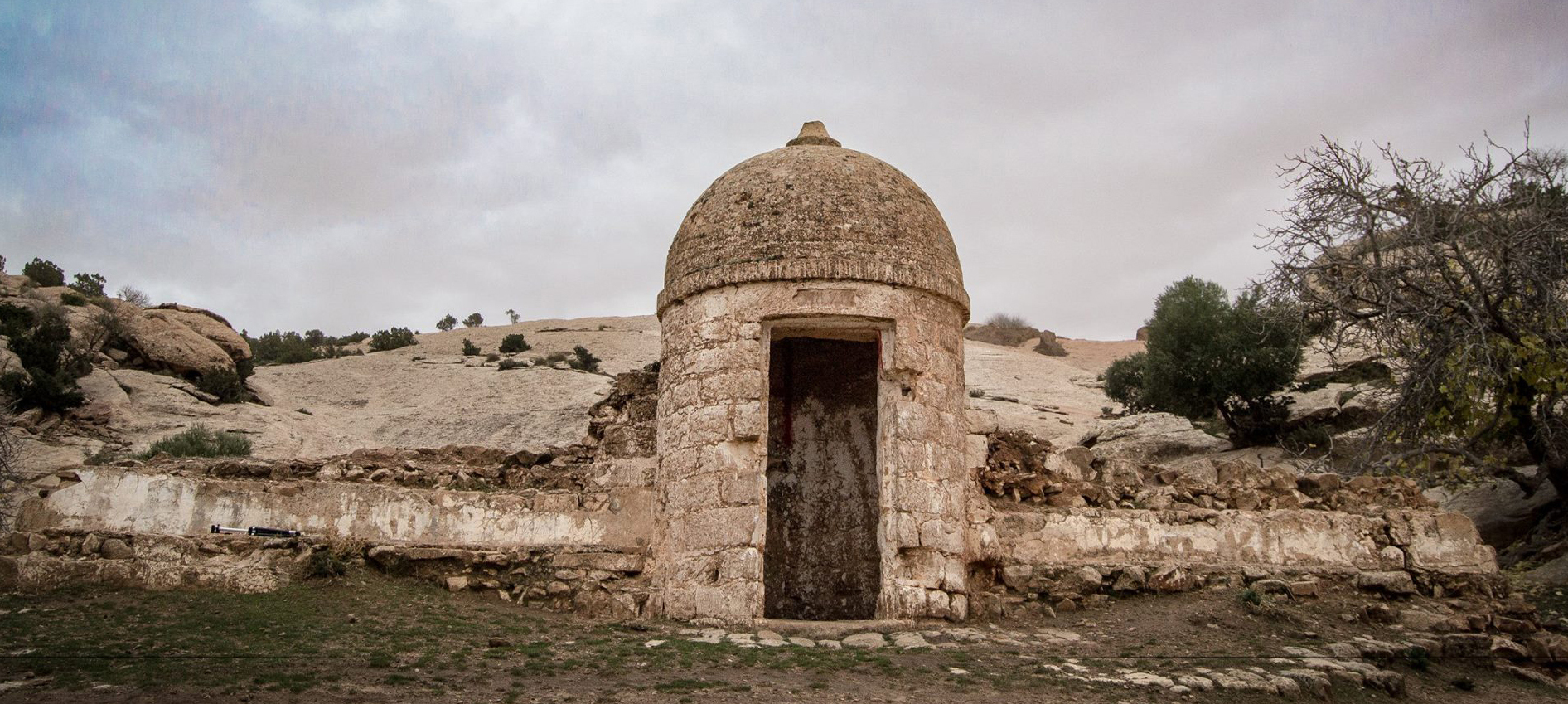
مزار سياحي
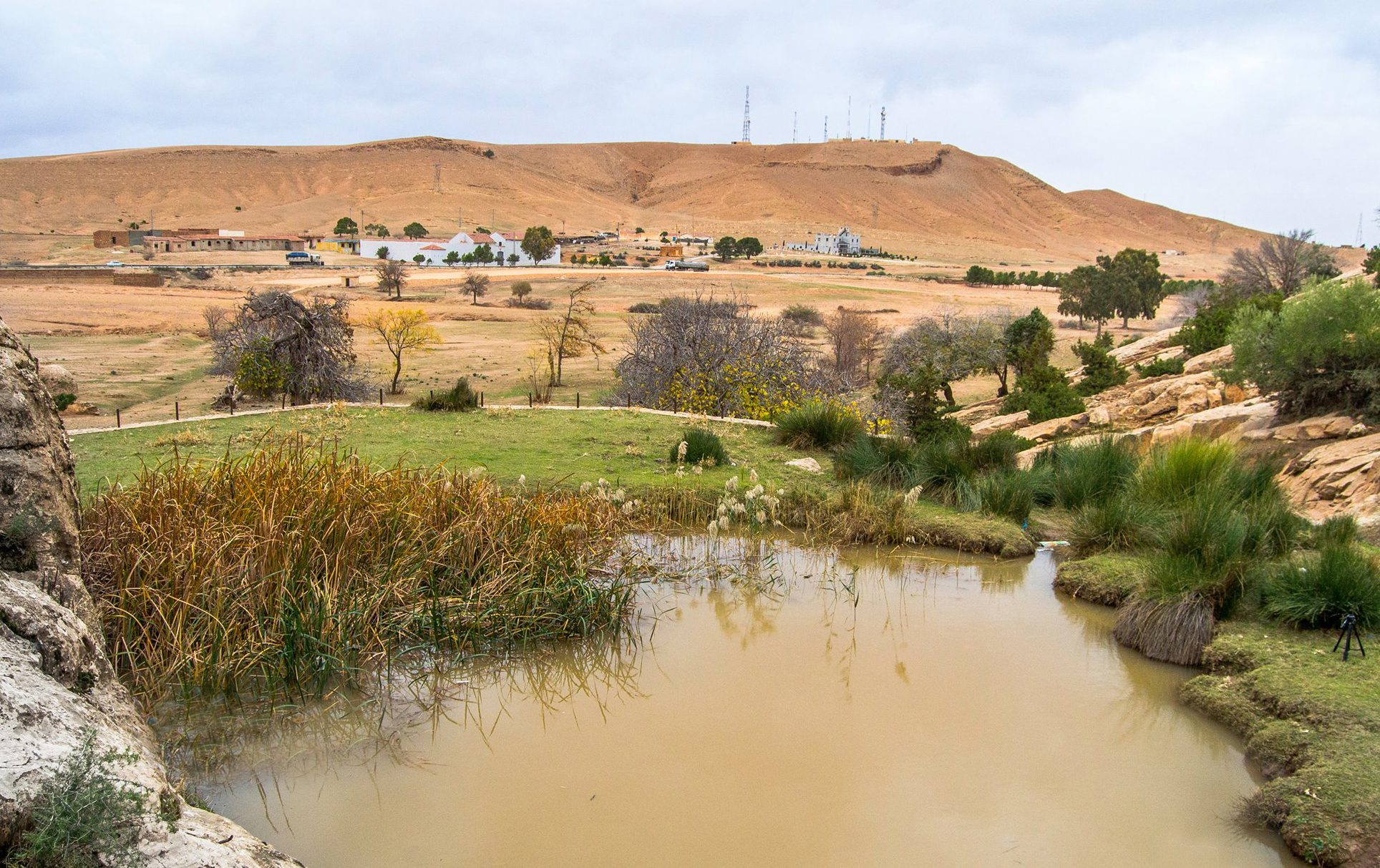